# Gare de Hjuksebø
La gare de Hjuksebø est une ancienne gare ferroviaire située dans la commune de Sauherad, comté du Telemark, située à 136,24 km d'Oslo. Elle se trouve entre les gares de Kongsberg et de Nordagutu.

## Histoire
La gare de Hjuksebø est créée lorsque la Tinnosbanen est reliée à la Bratsbergbanen en 1917. C'était un nœud ferroviaire important à la fois pour les passagers et les marchandises. Il s’y arrêtait jusqu'à trente trains par jour pendant l'entre-deux-guerres. 
Hjuksebø est pendant plus de cinquante ans un terminus de l'une des lignes locales les plus courtes de Norvège. Des années 1920 aux années 1980 roulaient des trains entre Hjuksebø et Notodden (9.5 km) qui s'arrêtaient à trois haltes ferroviaires :  Tinnan, Trykkerud et Tinnegrend.
Le bâtiment n'est plus utilisé à partir de 1984, mais la gare est fermée au service des voyageurs lorsqu'en 2004, les trains de la ligne de Bratsberg ne marquent plus l'arrêt tout comme l'avaient fait, quelques années plus tôt, les trains de la ligne du Sørland. Les passagers souhaitant avoir la correspondance pour l'autre ligne ayant déjà pris l'habitude de changer de train à la gare de Nordagutu.

## Accident de Hjuksebø
Le 15 novembre 1950 à 10 h 50, le train express en provenance de Kristiansand entra en collision avec deux wagons de marchandise au km 139.53 entre les gares de Holtsås (aujourd'hui fermée) et Hjuksebø. Il y avait un total de 20 passagers dans le train au moment de la collision, et onze d'entre eux et le chauffeur ont été tués sur le coup. Huit passagers ont été grièvement blessés et deux d'entre eux sont décédés plus tard de leurs blessures. L'accident aura finalement fait 14 victimes et 6 blessés graves.